# Benken (kanton Zurych)
Benken (gzu. Bänke) – miejscowość i gmina (Politische Gemeinde) w północnej Szwajcarii, w kantonie Zurych, w okręgu (Bezirk) Andelfingen.  

## Demografia
W Benken mieszka 847 osób. W 2021 roku 12,5% populacji gminy stanowiły osoby urodzone poza Szwajcarią.

## Transport
Przez teren gminy przebiegają autostrada A4 oraz droga główna nr 15.